# Vrbovo (Vladičin Han)
Pour les articles homonymes, voir Vrbovo.
Vrbovo (en serbe cyrillique : Врбово) est un village de Serbie situé dans la municipalité de Vladičin Han, district de Pčinja. Au recensement de 2011, il comptait 307 habitants.

## Démographie

### Évolution historique de la population
| 1948 | 1953 | 1961 | 1971 | 1981 | 1991 | 2002 | 2011 |
| ---- | ---- | ---- | ---- | ---- | ---- | ---- | ---- |
| 632  | 603  | 501  | 397  | 405  | 373  | 357  | 307  |

|  |